# Žiga Laci
Žiga Laci, slovenski nogometaš, * 20. julij 2002, Murska Sobota.
Laci je profesionalni nogometaš, ki igra na položaju branilca. Od leta 2024 je bil član slovenska kluba Mure. Ped tem je igral za slovenski klub Koper ter grška AEK Atene in AEK Atene B. Skupno je v prvi grški ligi odigral dvanajst tekem. Bil je tudi član slovenske reprezentance do 17, 18, 19 in 21 let.